# Леушинська
Леу́шинська (рос. Леушинская) — присілок у складі Верховазького району Вологодської області, Росія. Входить до складу Липецького сільського поселення.

## Населення
Населення — 334 особи (2010; 351 у 2002).
Національний склад (станом на 2002 рік):
- росіяни — 98 %